# Jurangmangu
Jurangmangu is een bestuurslaag in het regentschap Pemalang van de provincie Midden-Java, Indonesië. Jurangmangu telt 1236 inwoners (volkstelling 2010).